# Le Choc en retour
Pour plus de détails, voir Fiche technique et Distribution.
Le Choc en retour est un film français réalisé par Georges Monca et Maurice Kéroul, sorti en 1937.

## Synopsis
Les directeurs de deux raffineries de sucre sont en concurrence pour l'achat de leur matière première, les betteraves. L'un d'eux, Mérival, imagine de marier sa fille Colette avec Max, le fils de la comtesse de Bellecour, la plus grande productrice de betteraves de la région. Mais Colette est amoureuse de Henry Demay, un ingénieur inventeur d'un nouveau procédé de raffinage travaillant pour Laverdac, le concurrent de Mérival.
Victime d'une escroquerie d'Ortolo, Laverdac se trouve privé de betteraves et provoque une grève de ses ouvriers pour ne pas avoir à les payer. La grève est égayée par l'arrivée de Max qui s'est fait engager comme ouvrier et qui est tombé amoureux de Renée, la secrétaire de Laverdac.

## Fiche technique
- Titre : Le Choc en retour
- Réalisation : Georges Monca et Maurice Kéroul, assistés de Claude Heymann
- Scénario : Maurice Kéroul, Georges Monca et Pierre Mac Orlan
- Dialogues : Pierre Mac Orlan
- Musique : Rinaldo Rinaldi
- Photographie : Enzo Riccioni et Henri Barreyre
- Montage : Jean Pouzet
- Décors : Jean Douarinou
- Directeur de production : Jean Mugeli
- Société de production : Les Productions Charles Bauche
- Société de distribution : C.C.F. - Comptoir Français du Film
- Pays de production : France
- Format :  Son mono - 35 mm - Noir et blanc - 1,37:1
- Genre : Comédie dramatique
- Durée : 94 minutes[1].
- Date de sortie : 
  - France : 9 avril 1937

## Distribution
- Michel Simon : Laverdac, directeur d'une raffinerie
- Janine Crispin : Renée Bernard, secrétaire de Laverdac
- René Lefèvre : Max de Bellecour
- Marcelle Praince : la comtesse Marguerite de Bellecour
- Monique Rolland : Colette Mérival
- Hugues de Bagratide
- Jacques Beauvais : un ouvrier
- Monique Bert
- Albert Broquin : un ouvrier
- Raymond Cordy : Totor, un contremaître
- Jacques Derives
- Louis Florencie : Mérival, directeur d'une raffinerie
- René Génin : un ouvrier
- Jean Heuzé : Henri Demay
- Ginette Leclerc : compagne d'Ortolo
- Robert Ozanne
- Claude Roy
- Pierre Sergeol : Ortolo, amant et homme de confiance de la comtesse
- Nina Vavra

## Autour du film
Pierre Mac Orlan signe en 1924 un contrat avec la société de production de Marcel L'Herbier Cinégraphic pour une adaptation à l'écran du film, tournée par Louis Delluc. Le décès de ce dernier dans les mois qui suivirent provoque l'abandon du projet.